# Sherwin Wine
Pour les articles homonymes, voir Wine (homonymie).
Sherwin Theodore Wine (25 janvier 1928 - 21 juillet 2007) était un rabbin et l'une des figures remarquables du judaïsme humaniste. D'abord rabbin juif reformé, Wine fonda le Temple Birmingham, première congrégation du judaïsme humaniste en 1963, à Birmingham (Michigan) ; le temple fut ensuite relocalisé à Farmington Hills (Michigan), et existe encore aujourd'hui.
En 1969, Wine fonda la Société pour le judaïsme humaniste. Plus tard, il fonda plusieurs autres organisations relatives au judaïsme humaniste, un mouvement humaniste qui s'intéresse particulièrement à la culture juive plutôt qu'à la croyance en Dieu pour affirmer l'identité juive. Wine fut aussi le fondateur de plusieurs autres organisations humanistes non-juives, tel que lHumanist Institute et lInternational Association of Humanist Educators, Counselors, and Leaders, ou fut encore le cofondateur de Americans for Religious Liberty, organisation faisant la promotion de la séparation des Églises et de l'État. 
Wine s'intéressa à une vaste palette de sujets depuis 1976 au sein du Center for New Thinking, qu'il a aussi fondé. L'American Humanist Association le nomma Humaniste de l'année en 2003.

## Parcours
Wine est né à Détroit dans le Michigan.
Les parents de Wine ont émigré aux États-Unis d'une partie de l'Empire russe qui correspond maintenant à la Pologne. Son père, dont le nom est Herschel Wengrowski, a rejoint des membres de sa famille à Détroit en 1906. La mère de Wine, Tieblei Israelski, émigra à Détroit en 1914. Wine allait en cours à Détroit dans des classes presque exclusivement composées d'étudiants d'origines juives. Le contexte religieux dans lequel il évolua était le judaïsme conservateur, à la synagogue Shaaray Zedek. Ses parents observait le Shabbat.
Wine suivit les cours à l'Université du Michigan, décrochant un Bachelor of Arts puis un Master of Arts, et fit de même en philosophie. Avant l'obtention de ses diplômes, il était déjà attiré par l'empirisme, particulièrement dans son expression de positivisme logique. Dans le même temps, il fut attiré par les vues humanistes de certains membres de la faculté.
Bien que son mouvement s'éloigne a priori du théisme, Wine décide de rejoindre le clergé plutôt que l'académie, et participe en 1951 à un programme rabbinique de réforme du judaïsme à l'Hebrew Union College. Wine s'engage comme volontaire pour servir avec le statut qu'aumônier dans l'U.S. Army, après son ordination en tant que rabbin. Il servit aussi d'assistant rabbin au temple reformé de Beth El, à Détroit, pendant six mois, avant d'être engagé définitivement. Wine commença son service d'aumônier dans l'armée en janvier 1957 et fut envoyé en Corée. En novembre 1958, il retourne au temple de Beth El à Détroit. Dans le courant de l'année 1959, il rejoint un groupe à Windsor, en Ontario, au Canada, afin d'organiser une nouvelle congrégation reformée, appelée Beth El.
En 1963, un groupe issu du Temple Beth El à Détroit contacte Wine et lui demande une rencontre en vue de la formation d'une nouvelle congrégation réformée à Détroit, où vivent les membres. Il commence par diriger la congrégation du groupe nouvellement formé, et composé initialement de huit familles, en septembre 1963. Travaillant avec des membres de son petit groupe pour développer les éléments qui décrivent leurs croyances, Wine prend alors la décision d'éliminer le mot « Dieu » des offices qu'il effectue, et d'utiliser à la place « liturgie » en faisant référence à l'histoire des Juifs, à leur culture, et à leurs valeurs éthiques. Cette décision permet de construire les bases du développement du judaïsme humaniste, séparé du judaïsme réformé et des autres courants juifs existants.
De nombreuses controverses eurent lieu lorsque le public apprit que Wine, dirigeant le Temple Beth El de Windsor, était à la tête d'une congrégation qui ne reconnaissait pas Dieu. Un article sur le sujet fut écrit dans le Detroit Free Press en décembre 1964, puis plusieurs sujets relatifs à la congrégation de Wine furent publiés dans le magazine Time et dans le New York Times. Wine expliqua que son point de vue n'était pas exactement athée. Basant sa réflexion sur le point de vue des positivistes logiques, il déclara qu'il était empiriquement impossible de prouver ou d'infirmer l'existence de Dieu et, par suite, que ce concept était sans raison d'être. 
Ce point de vue est proche de celui de l'agnosticisme, proximité qu'il revendiqua.
Le temple maçonnique de Birmingham, dans lequel la congrégation organisait ses réunions, rejeta le groupe en 1965 du fait de leur non croyance en Dieu. La congrégation acheta alors un terrain à Farmington Hills (Michigan), et prit place dans un bâtiment neuf en 1971. La Torah y fut placée dans la bibliothèque et non à sa place habituelle, au sanctuaire. 
Wine continua son travail de rabbin jusqu'à sa retraite en 2003. Après 2003, il dévoua la majorité de ses efforts à l'International Institute for Secular Humanistic Judaism ainsi qu'à la lecture de sermons sur de nombreux sujets. Il était soutenu dans ses efforts par le « Centre pour la Pensée nouvelle », qu'il avait fondé en 1976.

## Leadership organisationnel
Comme les perspectives et les pratiques du Temple Birmingham avaient attiré des gens de diverses régions, Wine a assumé la responsabilité de fonder plusieurs organisations visant à rassembler ces adhérents éparpillés.
Tout d'abord, en 1969, la Société pour le judaïsme humaniste fut fondée par le Temple Birmingham de Wine, puis une congrégation réformée dans l'Illinois fut menée par le rabbin Daniel Friedman (il mena la congrégation de la réforme vers le judaïsme humaniste après avoir appris le travail de Wine dans le Michigan), et une congrégation fut fondée à Westport (Connecticut) par un membre du Temple Birmingham qui était parti s'installer dans le Connecticut. La Société pour le Judaïsme Humaniste est aujourd'hui composée d'une trentaine de congrégations aux États-Unis d'Amérique et au Canada, ainsi que de non-croyants à titre individuel.
Pour combler le besoin du mouvement du judaïsme humaniste de disposer de meneurs et de représentants, Wine fonda l'International Institute for Secular Humanistic Judaism en 1985. Cette institution éducative était sponsorisée à la fois par la Société pour le judaïsme humaniste et par le Congrès des organisations juives laïques. Ce programme rabbinique a formé et ordonné sept rabbins en Amérique du Nord en plus de 50 dirigeants (appelés madrikhim  ou madrikhot  en hébreu ou vegvayzer  en Yiddish) qui avaient moins de formation que les rabbins classiques mais qui étaient habilités à célébrer des mariages et d'autres événements. L'institut avait aussi un programme d'activité rabbinique en Israël, où huit rabbins ont obtenu le diplôme et ont été ordonnés. 
Wine a aussi fondé plusieurs organisations non spécifiquement juives. En 1981, il crée, en compagnie d'autres fondateurs, l'organisation « Voice of Reason » (Voix de la Raison) afin de répondre à la montée de l'aile droite politique chez les dirigeants religieux. En 1982, « Voice of Reason » fusionna avec le Centre pour la Démocratie Morale, afin de former une nouvelle organisation nommée « Americans for Religious Liberty », qui existe encore aujourd'hui et reste active pour garantir la séparation entre les Églises et l'État.
En 1982, Wine fonde le « North American Committee for Humanism », une confédération de six organisations humanistes importantes en Amérique du Nord, ainsi que The Humanist Institute, une école diplômante à New York, en vue de former des dirigeants humanistes. Wine fut le président de ces deux organisations de 1982 à 1993.
Wine founde encore la « Conference on Liberal Religion », une association de professionnels religieux libéraux (au sens anglo-saxon du terme) en 1985, et un groupe appelé « Clergy and Citizens United » en 1995. Il était enfin un membre du « Triangle Foundation's Board of Advisors ».

## Points de vue
Pendant que la culture séculaire juive se répandait aux États-Unis d'Amérique au cours de la première moitié du XXe siècle, ses premières manifestations qu'étaient les écoles basées sur le yiddish et le sionisme se sont vues décliner au début des années 1960. Beaucoup de Juifs non religieux ne s'affilièrent alors plus à aucune religion et ont rejoint des organisations juives séculières. 
À la suite de la prise de conscience que la plupart des Américains étaient membres de congrégations religieuses, Wine conclut qu'il fallait créer des congrégations, en mettant l'accent sur la culture et l'histoire juive, plutôt que sur des visions théistes. Ce nouveau point de vue pourrait convaincre les Juifs non religieux ne se reconnaissant pas dans les organisations religieuses juives de rejoindre d'autres organisations juives.
Le but était de fournir aux membres une vie communautaire et tous les services fournis habituellement par les congrégations religieuses, mais avec des vues non théistes.
Wine mit l'accent sur la liberté intellectuelle. Pour lui et les membres des congrégations, cela impliquait notamment l'absence de références à une divinité lors des liturgies.

## Décès
Le 21 juillet 2007, Wine et son ami Richard McMains sortaient d'un dîner à l'hôtel dans la ville d'Essaouira au Maroc, quand ils furent percutés par un véhicule. Wine et le conducteur du véhicule furent tués dans l'accident. McMains survécut à la collision mais fut grièvement blessé.